# Johann Jordan (Bischof)
Johann Jordan (* 1491 oder 1494 im Weiler Bach bei Ried-Brig; † 12. Juni 1565 in Sitten) war Fürstbischof von Sitten.

## Werdegang
Johann Jordan war der Sohn des Johann Jordan und der Paulosina. Erstmals wurde er 1523 als Kommendatarprior von Martigny und 1524 als Pfarrer von Bagnes erwähnt. Bereits 1527 erschien er als Domherrn von Sitten. Landrat und Domkapitel wählten ihn 1548 als Nachfolger des verstorbenen Adrian von Riedmatten zum Bischof von Sitten und Graf und Präfekt von Wallis. Er begab sich noch im gleichen Jahr nach Rom, um seine Bestätigung durch Papst Paul III. zu erlangen.
Seine Regierungszeit war durch mehrere religiösen Unruhen gekennzeichnet, die durch politische Entscheidungen ausgelöst wurden. Die Erneuerung des Bündnisses mit Frankreich führte 1550 zum Trinkelstierkrieg. Der Erner Aufstand, der 1563 beendet werden konnte, war eine Folge des 1562 stattgefundenen Lyonerzuges.
Er visitierte 1550 einige Pfarreien seines Bistums und weihte 1558 die Kirche in Unterbäch ein. Trotz Einladung durch Papst Julius III. und Kaiser Karl V. nahm er nicht an der zweiten Tagungsperiode des Konzils von Trient teil. Erst 1562 ließ er sich durch Johann Miles, Abt von Saint-Maurice, vertreten. Zu einer Reform von Kirche und Klerus kam es nicht. Seinen natürlichen Kindern hinterließ er ein großzügiges Erbe, was ihnen ein standesgemäßes Leben ermöglichte.